# Catarina Ruivo
Catarina Ruivo Vilhena de Carvalho (Coimbra, 24 de janeiro de 1971) é uma cineasta portuguesa, premiada no Festival de Cinema de Locarno.

## Biografia
Cursou Cinema na Escola Superior de Teatro e Cinema de Lisboa, especializando-se em montagem cinematográfica. Trabalhou com Joaquim Sapinho e Alberto Seixas Santos.
Realizou e montou a curta-metragem Uma Cerveja no Inverno (Festival de Curtas-Metragens de Vila do Conde de 1998 e, entre outros, Festival de Oberhausen).
Em 2004 fez a sua primeira longa metragem, André Valente, que estreou em Portugal e França após ter sido apresentada em vários festivais onde arrecadou alguns prémios.  
Em 2006, rodou a sua segunda longa-metragem, Daqui P'rá Frente, que estreou em 2008.
Em 2012, apresentou o seu terceiro filme, Em Segunda Mão, que estreou na Culturgest inserido na programação do festival IndieLisboa. Foi o último filme do actor Pedro Hestnes.
Em 2019 estreou também no festival IndieLisboa o seu quarto filme, A minha avó Trelototó, tendo integrado a Competição Nacional.

## Filmografia
Realizou os filmes: 
- Uma Cerveja no Inverno (1998)
- André Valente (2003)
- Daqui P'rá Frente (2008)
- Em Segunda Mão (2012)
- A minha avó Trelototó (2019)

## Reconhecimentos e Prémios
Em 2004, a sua primeira longa-metragem, André Valente, foi distinguida com o prémio "Don Quijote" da Federação Internacional de Cineclubes no Festival de Locarno, e com o Prémio da Crítica e o Young Cinema Jury Award no Festival Internacional de Jeonju, Coreia do Sul.
Em 2005 o mesmo filme foi distinguido com o Prémio «Albacinema», Melhor Realizador e com o Prémio SIGNIS - melhor filme, no Infinity Festival, em Turim.

## Ligações Externas
- Catarina Ruivo na Clap Filmes
- Catarina Ruivo no IMDB